# Rhapsody in Blue (filme)
Rhapsody in Blue é um filme norte-americano de 1945, do gênero drama biográfico-musical, dirigido por Irving Rapper e estrelado por Robert Alda e Joan Leslie.

## Notas sobre a produção

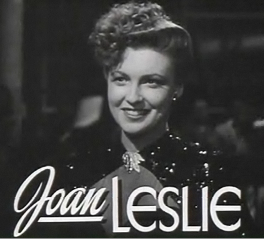
Joan Leslie no trailer do filme

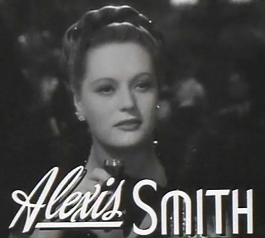
Alexis Smith no trailer do filme

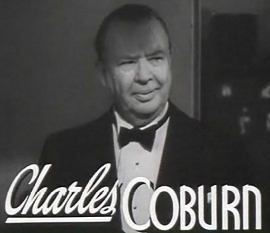
Charles Coburn no trailer do filme

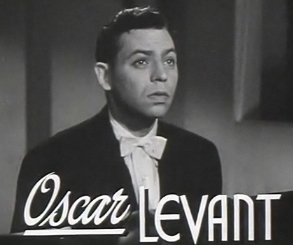
Oscar Levant no trailer do filme